# Aristolochia hansenii
Aristolochia hansenii är en piprankeväxtart som beskrevs av Phuph.. Aristolochia hansenii ingår i släktet piprankor, och familjen piprankeväxter. Inga underarter finns listade i Catalogue of Life.